# Ralph Northam
Ralph Shearer Northam (Nassawadox, 13 september 1959) is een Amerikaanse neuroloog en politicus van de Democratische Partij. Van 2018 tot 2022 was hij de gouverneur van de Amerikaanse staat Virginia.

## Biografie

### Jeugd en opleiding
Northam werd geboren in Nassawadox, een dorpje dat gelegen is op het schiereiland Delmarva. Hij groeide op op een boerderij in het nabijgelegen Onancock. Als tiener had hij verschillende baantjes; zo was hij onder meer schippersjongen op de veerboot naar Tangier-eiland.
Na de middelbare school ging Northam biologie studeren aan het Virginia Military Institute in Lexington. Daar behaalde hij in 1981 zijn bachelor. Aansluitend volgde hij een opleiding aan de Eastern Virginia Medical School in Norfolk, die hij in 1984 afsloot met een Doctor of Medicine-graad.
Van 1984 tot 1992 was Northam actief als medisch officier in het Amerikaanse leger. In het militaire ziekenhuis van San Antonio en in het Walter Reed Army Medical Center in Washington specialiseerde hij zich respectievelijk in de neurologie en de pediatrie. Tijdens de Golfoorlog werd hij naar het Regional Medical Center in het Duitse Landstuhl gezonden om geëvacueerde slachtoffers te behandelen. In 1992 ging Northam aan de slag als neuroloog in een kinderziekenhuis in Norfolk.

### Senaat van Virginia
In 2007 zette Northam zijn eerste stappen in de politiek, toen hij meestreed voor een zetel in de senaat van Virginia. Hij wist de zittende Republikein Nick Rerras te verslaan en trad aan in januari 2008. In de senaat vertegenwoordigde hij het zesde district, bestaande uit een zestal county's in het oosten van de staat. In 2011 werd hij herkozen.
Northam noemt zichzelf conservatief op fiscale onderwerpen en liberaal op sociale thema's. Hij is een Democraat, maar werd in het verleden ook geassocieerd met de Republikeinse Partij. Zo stemde hij bij de presidentsverkiezingen van 2000 en 2004 voor de Republikein George W. Bush. Deze feiten leidden er mede toe dat hij als senator verleid werd een overstap te maken naar de Republikeinse Partij, waarmee de Democraten hun meerderheid in de senaat zouden verliezen. Northam ging hier niet op in. Geconfronteerd met zijn vroegere stemgedrag benadrukte hij dat hij destijds nog niet politiek actief was en dat hij zijn stemmen betreurde.
In 2013 stelde Northam zich kandidaat voor de post van luitenant-gouverneur van Virginia. Hij slaagde erin deze verkiezing gemakkelijk te winnen en werd aangesteld in januari 2014. Hij diende een termijn van vier jaar onder gouverneur Terry McAuliffe.

### Gouverneur
Toen McAuliffe bij de gouverneursverkiezingen van 2017 niet herkiesbaar was, stelde Northam zich kandidaat om hem op te volgen. De voorverkiezing van de Democratische Partij wist hij gemakkelijk te winnen en bij de algemene verkiezingen moest hij het vervolgens opnemen tegen de Republikein Ed Gillespie. Met een voorsprong van zo'n 9% van de stemmen werd Northam verkozen tot gouverneur van Virginia. Hij werd op 13 januari 2018 ingezworen bij het Capitool van Virginia in de hoofdstad Richmond. De nieuwe luitenant-gouverneur werd Justin Fairfax.
In 2019 kreeg Northam zware kritiek te verduren wegens uitspraken over late abortussen die critici begrepen als een stilzwijgende goedkeuring voor infanticide en een Ku Klux Klan-foto die op zijn pagina in het jaarboek van de Eastern Virginia Medical School van 1984 stond. Op 30 maart van dat jaar riep Northham National Doctors Day uit tot Dr. Rebecca Lee Crumpler Day.
Omdat het gouverneurs in Virginia niet is toegestaan om twee aaneengesloten termijnen te dienen, was Northam bij de verkiezingen van 2021 niet herkiesbaar. Hij werd op 15 januari 2022 opgevolgd door de Republikein Glenn Youngkin.
- Gemeinsame Normdatei: 1176073222
- Library of Congress Control Number: no2020106049
- Virtual International Authority File: 2361154867595360100001